# Phönix Ludwigshafen
Phönix Ludwigshafen – niemiecki klub piłkarski z siedzibą w mieście Ludwigshafen am Rhein, w kraju związkowym Nadrenia-Palatynat, działający w latach 1904–1964.

## Historia
Klub został założony w 1904 roku jako FC Phönix Ludwigshafen. W 1936 połączył się z FC Pfalz 03 Ludwigshafen, Stemm- and Ringclub Ludwigshafen, Turn- and Fechtclub Ludwigshafen, TV 1861 Ludwigshafen i Kanu-Club Ludwigshafen tworząc TSG 1861 Ludwigshafen. W 1943 połączył się z TSG Oppau i VfL Friesenheim tworząc KSG Ludwigshafen
W 1945 klub został rozwiązany i na nowo założony jako SV Phönix 03 Ludwigshafen.
29 maja 1964 połączył się z TuRa Ludwigshafen tworząc Südwest Ludwigshafen

## Sukcesy
- 3 sezony w Gaulidze Südwest/Mainhessen (1. poziom): 1933/34-1935/36.
- 17 sezonów w Oberlidze Südwest (1. poziom): 1945/46-1961/62.
- 1 sezon w 2. Oberlidze Südwest (2. poziom): 1962/63.
- 1 sezon w Regionallidze Südwest (2. poziom): 1963/64.
- mistrz Kreisliga Pfalz (1. poziom): 1921, 1922 i 1923
- mistrz Gauliga Südwest/Mainhessen (1. poziom): 1935
- mistrz 2. Oberliga Südwest  (2. poziom): 1963 (awans do Oberligi Südwest)